# Октябрьский (Бисертский муниципальный округ)
Октя́брьский — посёлок в Нижнесергинском районе Свердловской области России. Входит в Бисертский муниципальный округ.

## География
Посёлок Октябрьский расположен на правом берегу реки Урташ, в 20 километрах на юго-запад от посёлка городского типа Бисерть.

### Часовой пояс
Октябрьский, как и вся Свердловская область, находится в часовой зоне МСК+2. Смещение применяемого времени относительно UTC составляет +5:00.

## Население
| 2002 | 2010 |
| ---- | ---- |
| 29   | ↘15  |

## Инфраструктура
В посёлке Октябрьском четыре улицы: Пролетарская, Садовая, Советская и Трактовая.